# Ülemistejärve
Ülemistejärve är en stadsdel i distriktet Kesklinn i Estlands huvudstad Tallinn.
Stadsdelen omfattar Ülemistesjön och området närmast stränderna.